# 찰스 브래빈

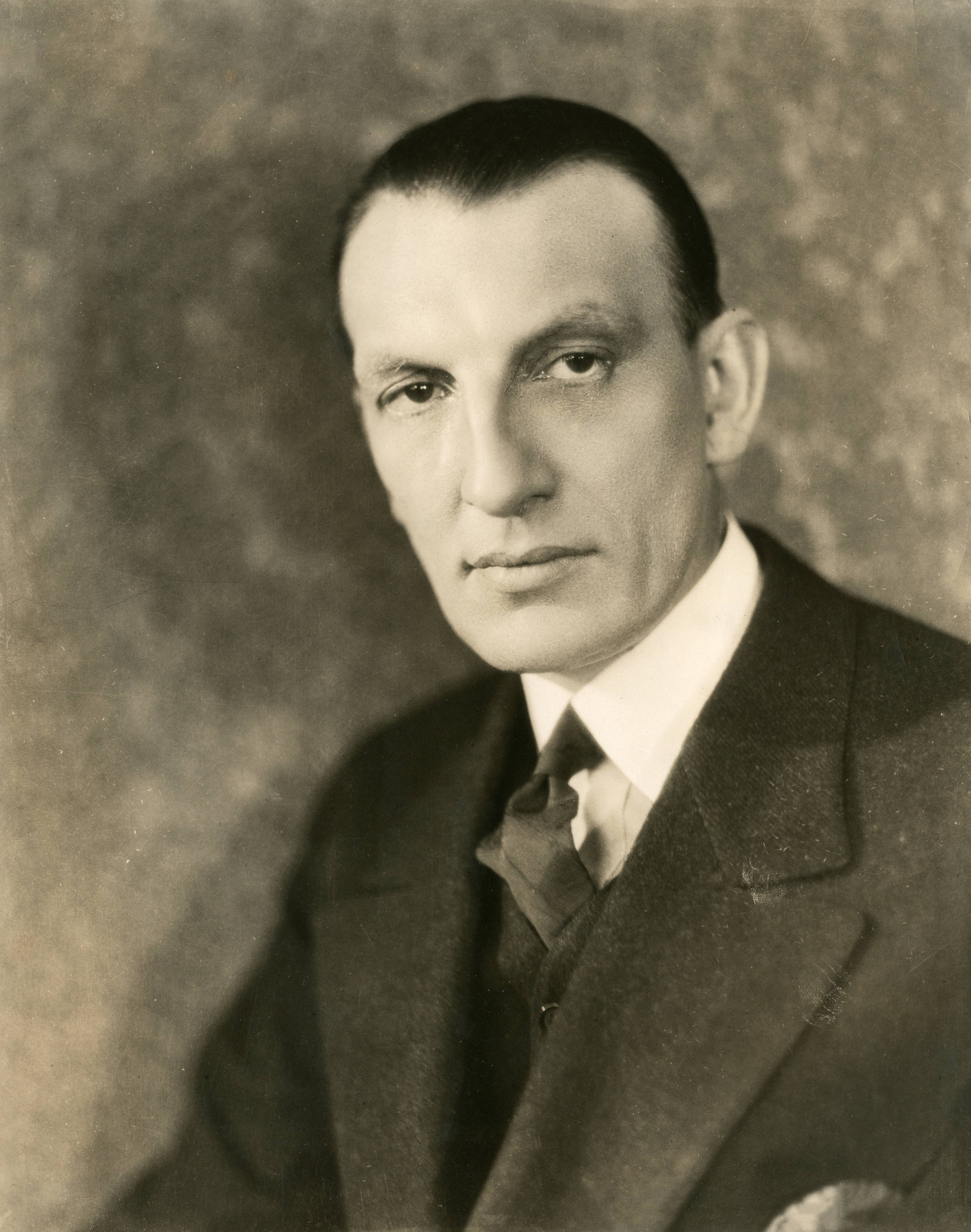

찰스 브래빈(1882년 4월 17일 ~ 1957년 11월 3일)은 영국계 미국인 영화 감독이다.
잉글랜드 리버풀에서 태어났다.

## 참여 작품
- 벤허 (1925년 영화) (언크레딧)
- 브릿지 오브 산 루이스 레이
- 래스퓨틴 앤 더 엠프리스